# Служитель, Григорий Михайлович
Григорий Михайлович Служитель (род. 8 июля 1983 года, Москва) — российский актёр и писатель, автор романа «Дни Савелия».

## Биография
Родился 8 июля 1983 года в Москве. Окончил Московскую международную киношколу в 1999 году и режиссёрский факультет ГИТИС (мастерская Сергея Женовача) в 2005-м.
В настоящее время — актёр Студии театрального искусства, солист кавер-группы O’Casey.
Известность ему принес дебютный роман «Дни Савелия», который получил приз читательских симпатий премии «Ясная Поляна» и занял второе место в голосовании жюри премии «Большая Книга».
«Дни Савелия» — его первая книга, роман вошел в лонг-лист премии «НОС». А нашел эту рукопись Евгений Водолазкин и написал предисловие. Тираж (более 14 тыс. экземпляров) был раскуплен за несколько месяцев.
«Дни Савелия» получили специальный приз «Особый почерк» — единственный победитель в этой номинации определялся голосованием читателей интернет-магазина «Ozon».

## Театральные работы
ГИТИС:
- «Как вам это понравится» (Амьен)
- «Об-ло-мов-щина…» (Пенкин)

СТИ:
- «Мальчики» (Булкин)
- «Marienbad» (Хаим Сорокер)
- «Захудалый род» (Граф Функендорф)
- «Игроки» (Кругель)
- «Битва жизни» (Мистер Сничи)
- «Три года» (Иван Гаврилович Ярцев)

## Фильмография

### Роли в кино
- 2020 — Доктор Преображенский (в производстве), художник
- 2018 — «Нариман и его братья», режиссёр Е. Болычева
- 2018 — «Значит любит», режиссёр А. Краевский, артист
- 2017 — Легкое дыхание (не был завершен)
- 2016 — «Бедные люди» (телесериал), Ж. Кадникова, издатель
- 2015 — «Кронштадт 1921» (мини-сериал), режиссёр Е. Телегина, Петриченко
- 2014 — «Последний из сарацинн» (короткий метр), режиссёр Ф. Ромм
- 2013 — «Искусство общения с животными и людьми» (короткий метр), режиссёр Е. Шаталова, Игорь
- 2010 — «Преступление будет раскрыто-2», Григорий
- 2010 — «Путь к небу» | 12-я серия
- 2005—2006 — «Не родись красивой» (телесериал), режиссёр А. Назаров, Гена
- 2003 — «Убойная сила-5», Денис
- 2003 — «Чёртово колесо» | Фильм № 2

### Озвучивание
- 2015 — «Кронштадт 1921» (документальный)

## Литературные премии
Номинант:
- 2018 — НОС[11]
- 2019 — «Национальный бестселлер»

Финалист:
- 2019 — Ясная Поляна[12]
- 2019 — Большая Книга[13][14]

Победитель:
- 2020 — Первое место в литературной номинации Московской Арт-Премии[15]

## Оценка творчества
Служитель откровенно и продуманно заигрывает с читателем. Пресловутая «радость узнавания» встречается на каждой странице по несколько раз. Автор пытается потрафить всем — и кошатникам, и собачникам, и детям, и пенсионерам, и вышедшим из народа светским красавицам, и православному люду, и протестному электорату, и даже несчастным болельщикам футбольной команды «Динамо». Если же читатель не понимает тонких намеков, то всегда можно сделать сноску и написать, что встреча в Митино — это каламбур такой, потому что встреча-то, оказывается, по-английски meeting.— Михаил Фаустов

Написанный актёром роман про философствующего московского кота, который изъясняется с читателями, кошками и миром языком классической русской литературы. На самом деле это попытка рассказать о московских маргиналах — как четвероногих, так и двуногих.— Константин Мильчин

Автор даже не постарался замаскировать маргинального интеллигента из вымирающей прослойки под городского кота с его жестокостью, грацией, цинизмом и кошачьим ритмом фразы. Савелий слишком человек, но вот в чем штука: я люблю этого человека, я хотел бы дружить с этим человеком, обогреть и утешить его и вообще как-то ему внушить, что он не обречен. Но он настолько уже поверил в свою маргинальность и ненужность, настолько привык, что его не должно быть, – теперь ему приходится изображать себя в виде бездомного кота, потому что иначе в его реальность никто не поверит.
— Дмитрий Быков

## Цитаты
- Интерес к литературе — это в первую очередь интерес к самим себе[19].
- Самый лучший комплимент для меня, когда человек, который не любит котов, прочитав книгу, вдруг меняет свое отношение к животным. Так одна моя знакомая, которая не любит животных вообще, когда прочитала «Савелия», сказала, послушай, я тут была на даче — молоко понесла на соседний участок котятам. Не понимаю, что со мной происходит[20].
- Литература же в первую очередь — это профессиональное одиночество.